# Einhart Lorenz
Einhart Lorenz (* 17. Februar 1940 in Hirschberg im Riesengebirge, Provinz Niederschlesien) ist ein norwegischer Geschichtswissenschaftler und Hochschullehrer deutschen Ursprungs.

## Leben
Lorenz ging 1965 nach Norwegen, ab 1967 war er in dem Land beim Verlag Pax Forlag tätig. 1978 schloss er an der Fakultät für Geistes- und Sozialwissenschaften der Technischen Universität Hannover seine Doktorarbeit mit dem Titel Norwegische Arbeiterbewegung und Kommunistische Internationale 1919–1930: Untersuchung zur Politik der norwegischen Sektion der Kommunistischen Internationale ab.
Er war nachfolgend zwei Jahre an der Christian-Albrechts-Universität zu Kiel beschäftigt. Lorenz hatte zwischen 1996 und 2010 an der Universitetet i Oslo eine Professorenstelle für zeitgenössische Geschichte inne. Vom 1. April 1999 bis Ende September 2000 besetzte er am Nordeuropa-Institut der Humboldt-Universität zu Berlin des Weiteren die norwegische Stiftungsprofessur (Heinrich-Steffens-Professur).
Zu den Fachgebieten Lorenz’ wissenschaftlicher Arbeit gehören das Leben und Wirken Willy Brandts, die Geschichte der Arbeiterbewegung, deutsche Flüchtlinge in Norwegen, das Judentum und die Judenverfolgung. Der Politikwissenschaftler Peter Lösche bezeichnete Lorenz im Jahr 2014 als einen „der besten Kenner des Lebenslaufs von Brandt, insbesondere der Exiljahre in Norwegen und der skandinavischen Zeit insgesamt“.
2003 wurde Lorenz mit dem von der Norwegisch-Deutschen Willy-Brandt-Stiftung vergebenen Willy-Brandt-Preis sowie 2015 mit dem Sverre-Steen-Preis der Norwegischen Historischen Vereinigung (HIFO) ausgezeichnet.

## Werke (Auswahl)
- Nach dem Sieg : die Diskussion über Kriegs- und Friedensziele / Willy Brandt ; aus dem Norwegischen übersetzt, kommentiert und eingeleitet von Einhart Lorenz  (2023)[9]
- Judenhass: die Geschichte des Antisemitismus von der Antike bis zur Gegenwart (2019)[10]
- Willy Brandt: Deutscher – Europäer – Weltbürger (2012)[11]
- Die Geschichte der Juden in Norwegen (2002)[12]
- Ein sehr trübes Kapitel? Hitlerflüchtlinge im nordeuropäischen Exil 1933 bis 1950 (1998)[13]
- Mehr als Willy Brandt: Die Sozialistische Arbeiterpartei Deutschlands (SAP) im skandinavischen Exil (1997)[14]
- Exil in Norwegen: Lebensbedingungen und Arbeit deutschsprachiger Flüchtlinge 1933–1943 (1992)[15]
- Willy Brandt in Norwegen: die Jahre des Exils 1933–1940 (1989)[16]